# Æ
| النرويجية - Norsk                             |
| --------------------------------------------- |
| اللغه النرويجية                               |
| النحو · الأبجدية ·                            |
| بوكمول · نينوشك · ريكسمول ·                   |
| مجلس اللغة النرويجية · الأكاديمية النرويجية · |

Æ (أحرف صغيرة: æ) هو حرف متكون من الحرفين a وe، وهو في الأصل رباط يمثل الحرف اللاتيني المزدوج ae. وقد تمت ترقيته إلى مرتبة حرف في بعض اللغات، بما في ذلك الدنماركية و النرويجية والأيسلندية والفاروية. كما تم استخدامه في اللغة السويدية القديمة قبل تغييره إلى ä. كما تم استخدامه في اللغة الأوسيتية قبل إعادته إلى نظيره السيريلي. يستخدمه الأبجدية الصوتية الدولية الحديثة لتمثيل حرف العلة الأمامي المفتوح تقريبًا غير المدور (الصوت الذي يمثله حرف "a" في الكلمات الإنجليزية مثل cat). تشمل المتغيرات المميزة Ǣ/ǣ وǼ/ǽ وÆ̀/æ̀ وÆ̂/æ̂ وÆ̃/æ̃.[a]
كحرف من الأبجدية اللاتينية الإنجليزية القديمة، تم تسميته æsc، "شجرة الرماد"، بعد الحرف الروني الفوثوركي الأنجلو ساكسوني ᚫ الذي نُقِلَ إليه؛ الاسم التقليدي لها في اللغة الإنجليزية لا يزال ash، أو æsh (الإنجليزية القديمة: æsċ) إذا تم تضمين الرباط.
عملت شركة الطيران المحلية في فانواتو تحت اسم Air Melanesiæ في السبعينيات.
Æ على Katholische Hofkirche في دريسدن (في بداية "ÆDEM")

## اللغات

### السيريلية
يتم استخدام السيريلية Ӕ وӕ في الأوسيتية.

### الإنجليزية
اسم Ælfgyva، على نسيج بايو
في اللغة الإنجليزية، يختلف استخدام الرباط بين الأماكن والسياقات المختلفة، ولكنه نادر إلى حد ما. في الطباعة الحديثة، إذا جعلت القيود التكنولوجية استخدام æ صعبًا (مثل استخدام الآلات الكاتبة أو التلغراف أو ASCII)، فغالبًا ما يتم استخدام الحرف المزدوج ae بدلاً من ذلك.
في اللغة الإنجليزية القديمة، يمثل æ صوتًا بين a وe (/æ/)، تمامًا مثل a القصيرة من cat في العديد من لهجات اللغة الإنجليزية الحديثة. إذا تم التمييز بين الحروف المتحركة الطويلة والحروف المتحركة القصيرة، فإن النسخة الطويلة /æː/ تتميز بعلامة ماكرون (ǣ) أو، بشكل أقل شيوعًا، علامة حادة (ǽ).
في الولايات المتحدة، يتم تجاوز قضية الربط في العديد من الحالات من خلال استخدام تهجئة مبسطة مع "e"، كما حدث مع œ أيضًا. ومع ذلك، قد يختلف الاستخدام؛ على سبيل المثال، في حين أن العصور الوسطى أصبحت الآن أكثر شيوعًا من العصور الوسطى (والتي أصبحت الآن قديمة الطراز mediæval) حتى في المملكة المتحدة،[2] فإن علم الآثار يستخدم بشكل أكثر شيوعًا على علم الآثار فقط في الولايات المتحدة.